# 국제정치학

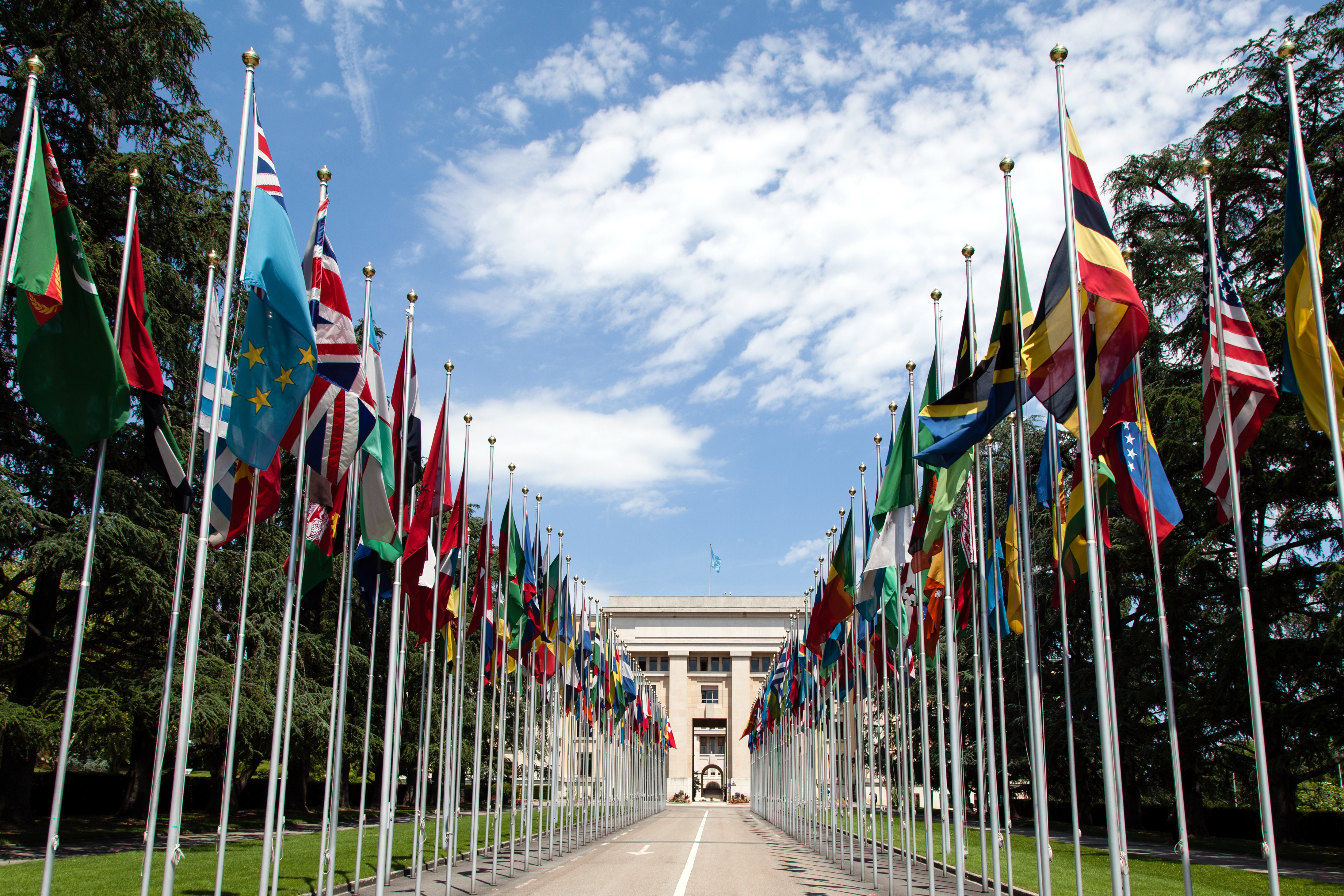
스위스 제네바에 있는 국제회의장에서는 2012년 한 해에만 1만 건이 넘는 정부 간 회의가 개최되었다.

국제정치학(國際政治學, 영어: international relations IR, international affairs IA, international studies IS)은 국제 사회에서 주권 국가의 정책 결정, 안보, 전쟁과 평화 등의 정치를 검토하는 학문이다. 국제관계론과 동일시하는 견해도 있지만, 국제관계론은 경제학, 사회학, 역사학, 지역 연구 등의 연구 성과를 바탕으로 국제 관계 전체를 학제적으로 연구하는 분야이며, 국제정치학은 정치학의 한 분야로서 여겨지고 있다.

## 국제정치학의 이론

### 현실주의
현실주의(現實主義)의 이론은 국제 체제가 각 주권 국가의 행동을 제한하는 압도적 권력이 부재한 이른바 '무정부 상태'라는 가정에 기초한다. 즉 각 국가는 스스로의 정치 체제, 자국민, 국익을 지키기 위하여 자국의 군사·경제·외교적 권력을 다른 국가에 비해 더 강화하려는 지속적인 권력 다툼에 참여한다. 더 나아가 현실주의에서는 국가가 유일하고 합리적인 행위자로서 행동하고 국가 기구의 중앙 의사 결정권자가 궁극적으로 국가의 외교 정책적 결정의 대부분을 대표한다고 가정한다. 이에 따라 국제기구는 개별 국가가 자신의 이익을 증진하는 데 사용되는 도구에 불과하다고 간주된다.
현실주의의 틀은 전통적인 권력정치의 분석과 연관되어 있으며, 예를 들어 19세기 유럽에서 5대 강대국들이 경쟁하던 펜타키(Pentarchy) 체제가 제1·2차 세계대전까지 이른 것이나 냉전 동안 미국과 소련의 행동을 분석하는 데 있어 군사력·경제력의 다툼이 어떻게 더 거대한 무력 충돌로 이어지는지에 대해 중요한 통찰력을 제공한다.

### 자유주의
자유주의(自由主義)는 현실주의와 대조적으로 자유주의 이론은 국제 체제가 단순히 무정부적인 상태가 아니며, 국가가 주권을 가지더라도 국제기구의 힘에 의해 제도적인 제약을 받고 있으며 경제·외교적 관계를 통해 상호 의존적이라는 점을 강조한다. 유엔, 세계무역기구, 국제사법재판소 등 국제기관은 시간이 지남에 따라 개별 국가의 외교 정책에 관여하는 권한과 영향력을 발전시켜 왔으며, 글로벌화된 오늘날 세계 경제의 존재에 따라 각 국가는 자국의 생존을 위해 글로벌 무역 체계에 참여하여야 하기 때문에 지속적인 무력 충돌이 비합리적인 것이 된다고 한다. 이와 같이 자유주의의 틀은 국가 간의 협력을 국제 체제의 핵심적인 부분으로 강조한다. 국제 관계에 대해, 국가를 유일한 행위자로 간주하지 않으며 이익 집단, 비정부 조직 및 경제 행위자가 외교 정책 형성에 참여하는 다원적인 것으로서 바라본다.
자유주의의 틀은 제2차 세계대전 이후 등장한 국제 질서의 분석과 관련이 있으며, 세계무역기구(WTO), 세계은행, 국제통화기금(IMF) 같은 국제기구를 통한 경제적 협력과 유엔 같은 국제기구를 통한 정치적 협력의 증가로 인해 권력과 갈등을 다루는 현실주의적 분석으로는 현대 국제 질서의 작동을 설명할 수 없다고 지적한다.
에드워드 핼릿 카가 이를 통틀어 이상론이라고 비판하기 전까지는 일관적인 하나의 이론으로서 인식되지 못하였다. 이후 국제법의 합법성의 기초로서 인권에 초점을 맞추는 이상주의가 등장하여 체계화되었는데, 이는 국제사회의 제도를 통해 전쟁을 방지하고 평화 창출을 목적으로 하는 학파이다. 레짐 이론은 국제기구나 국제레짐의 영향에 집중하는 이론이다.

### 구성주의
구성주의(構成主義)는 국제 체제가 사상, 규범, 정체성 등 사회적 구성물에 기반한다는 시각이다. 구성주의는 전통적인 국제관계론의 기저에 깔린 가정을 근본적으로 비판하고자 한다. 예를 들어 현실주의에 대한 응답으로서 현실주의에서 국가 간의 상호작용을 지배한다고 주장하는 무정부적 국제 구조는 사실 국가들에 의해 사회적으로 구성되고 재생산되는 현상이라고 말한다.

### 마르크스주의
국제 관계에 대한 마르크스주의 이론은 국가의 갈등이나 협력에 관한 현실주의, 자유주의의 관점을 모두 거부한다. 경제적·물질적 측면에 관심을 두며, 경제적 계급을 분석의 근본적 요소로 가정한다. 이들은 국제 체제를 자본 축적을 추구하는 통합된 자본주의 체제로 바라본다. 종속 이론이나 중심부-주변부 이론이 여기서 파생되었다.

### 기타

#### 신기능주의
외국 사람들에게 일상적인 이익을 증진시키는 전문 기관을 만들고, 기능적으로 통합하려고 하는 주의이다.